# Пітон тиморський
Пітон тиморський (Broghammerus timoriensis) — неотруйна змія з роду Broghammerus родини пітони.

## Опис
Загальна довжина сягає 3 м. Голова округла, морда трохи піднята догори. тулуб стрункий. По середині голови розташована лінія. Тулуб жовтого або червонувато—коричневого кольору з темними плямами. Ближче до хвоста ці плями потрохи зливаються одна з одною, на хвості вони майже розмиті. Черево жовтого кольору.

## Спосіб життя
Полюбляє тропічні ліси та луки. Активний уночі. Добре лазить по деревах, плаває й пірнає. Харчується дрібними ссавцями та птахами.
Це яйцекладна змія. Самиця відкладає від 10 до 50 яєць.

## Розповсюдження
Мешкає на островах Тимор, Ломблен та Флорес.